# Pycnomerus rufipennis
Pycnomerus rufipennis är en skalbaggsart som först beskrevs av Xavier Montrouzier 1861.  Pycnomerus rufipennis ingår i släktet Pycnomerus och familjen barkbaggar. Inga underarter finns listade i Catalogue of Life.